# Know Your Meme

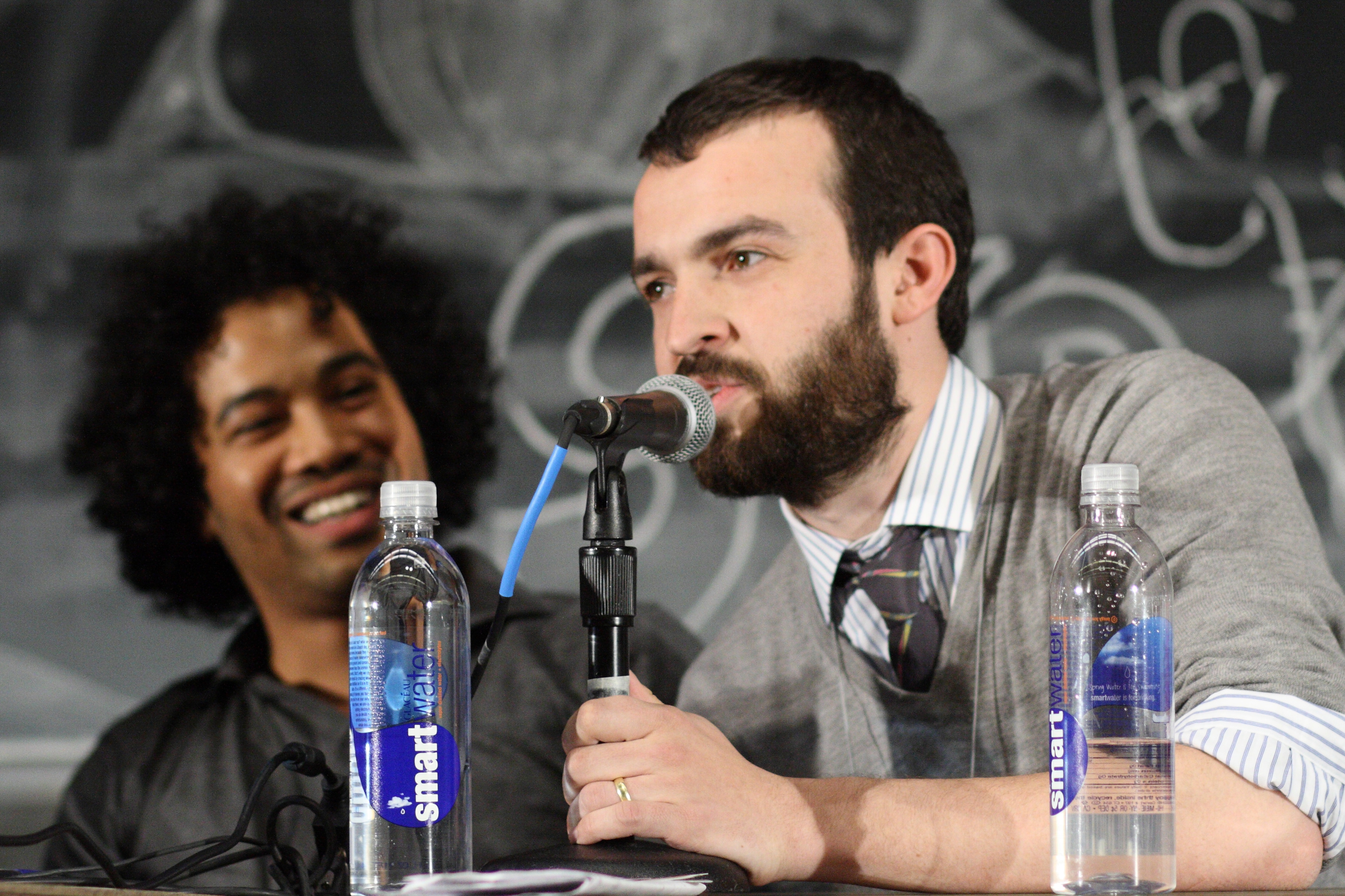
Jamie Wilkinson e Kenyatta Cheese al ROFLCon II

Know Your Meme è un sito web e un programma documentaristico diffuso via internet, dedicato ai meme di internet e altri fenomeni del web, come viral video, immagini, frasi, celebrità e simili. Investiga pure sui nuovi meme attraverso delle ricerche. Originariamente prodotto da Rocketboom, nel marzo 2011 il sito e il programma sono stati acquisiti da Cheezburger Network.

## Sito web
Il sito web, chiamato Know Your Meme: Internet Meme Database, contiene attualmente più di 500 meme confermati. Il progetto Know Your Meme iniziò nel dicembre del 2007 come una serie video a durata limitata creata da Kenyatta Cheese, Elspeth Rountree, Jamie Wilkinson, e Andrew Baron. Similmente a Wikipedia, tutti con un utente possono inserire meme nel sito e inviare immagini rilevanti che aiutano il documento del meme. Gli amministratori hanno l'ultima parola su ciò che viene accettato o respinto. Alcuni meme sono grafici o Not Safe For Work. NSFW ricevono segnalazioni. Queste segnalazioni possono avere conseguenze differenti, come i ban. Know Your Meme ha pure un forum, un blog e uno shop. Dr. Sean Rintel, che ha scritto The Automated Identity blog, descrive Know Your Meme come “lucrative, self-supporting research that blends the humorous and the serious.(lucrativo, autoportante ricerca che unisce il divertente e il serio.)”
Il sito web Know Your Meme e la serie Internet sono state acquistate nel marzo 2011 dal Network Cheezburger per un segreto importo a sette cifre.

## Puntate
Le puntate di Know Your Meme show durano una media di qualche minuto. In una puntata, lo staff di KYM descrive i meme e la loro storia. Nuovi puntate appaiono sporadicamente.

### Stagione 2007
| Puntata | Meme                              | Data messa in onda |
| ------- | --------------------------------- | ------------------ |
| 1       | One Take                          | 17, dicembre 2007  |
| 2       | The Rickroll                      | 18, dicembre 2007  |
| 3       | I Like Turtles                    | 19 dicembre 2007   |
| 4       | Miss Teen South Carolina          | 20, dicembre 2007  |
| 5       | LOLCats                           | 21, dicembre 2007  |
| 6       | Technoviking                      | 24, dicembre 2007  |
| 7       | Dramatic Chipmunk                 | 26, dicembre 2007  |
| 8       | Reaction Videos & Piggyback Memes | 27, dicembre 2007  |
| 9       | Tay Zonday                        | 28, dicembre 2007  |
| 10      | Crank That (Soulja Boy)           | 31, dicembre 2007  |

### Stagione 2008
| Puntata | Meme                    | Data messa in onda |
| ------- | ----------------------- | ------------------ |
| 1       | Cory's Sunglasses       | 6, febbraio 2008   |
| 2       | tinaecmusic             | 1, agosto 2008     |
| 3       | All Your Base           | 15, agosto 2008    |
| 4       | Edgar's fall            | 5, settembre 2008  |
| 5       | O RLY?                  | 10, settembre 2008 |
| 6       | FAIL                    | 24, settembre 2008 |
| 7       | Boom Goes the Dynamite  | 22, dicembre 2008  |
| 8       | The Iraqi Shoe Toss     | 23, dicembre 2008  |
| 9       | Magibon                 | 24, dicembre 2008  |
| 10      | The Lipdub              | 26, dicembre 2008  |
| 11      | Disaster Girl           | 29, dicembre 2008  |
| 12      | Political Memes of 2008 | 30, dicembre 2008  |
| 13      | Project Chanology       | 31, dicembre 2008  |
| 14      | Shiba Inu Puppy Cam     | 31, dicembre 2008  |

### Stagione 2009
| Puntata | Meme                                               | Data messa in onda |
| ------- | -------------------------------------------------- | ------------------ |
| 1       | Star Wars Kid                                      | 2, gennaio 2009    |
| 2       | Boxxy                                              | 10, marzo 2009     |
| 3       | Numa Numa                                          | 31, marzo 2009     |
| 4       | Yo Dawg                                            | 13, aprile 2009    |
| 5       | Christian Bale Rant                                | 16 aprile 2009     |
| 6       | Single Serving Sites                               | 23 aprile 2009     |
| 7       | Peanut Butter Jelly Time                           | 8 maggio 2009      |
| 8       | Creepy Chan                                        | 28 maggio 2009     |
| 9       | Keyboard Cat                                       | 7 luglio 2009      |
| 10      | Three Wolf Moon                                    | 30 luglio 2009     |
| 11      | Weegee                                             | 7 agosto 2009      |
| 12      | Bubb Rubb                                          | 17 agosto 2009     |
| 13      | David After Dentist                                | 2 settembre 2009   |
| 14      | Geddan / Get Down                                  | 1º ottobre 2009    |
| 15      | Where the Hell is Matt?                            | 8 ottobre 2009     |
| 16      | Auto Tune (with special guest "Weird Al" Yankovic) | 10 novembre 2009   |
| 17      | Balloon Boy                                        | 18 novembre 2009   |
| 18      | Om Nom Nom                                         | 18 dicembre 2009   |

### Stagione 2010
| Puntata | Soggetto                                 | Data messa in onda |
| ------- | ---------------------------------------- | ------------------ |
| 1       | Advice Dog                               | 29 gennaio 2010    |
| 2       | Phonetic Translations                    | 4 marzo 2010       |
| 3       | Epic Beard Man                           | 6 aprile 2010      |
| 4       | Joseph Ducreux / Archaic Rap             | 13 aprile 2010     |
| 5       | Breaking Meme: Standing Cat              | 23 aprile 2010     |
| 6       | Breaking Meme: The Downfall of Downfall? | 29 aprile 2010     |
| 7       | My New Haircut                           | 25 maggio 2010     |
| 8       | Magnets, How Do They Work?               | 12 giugno 2010     |
| 9       | Troll Bait                               | 1º luglio 2010     |
| 10      | Breaking Meme: Double Rainbow            | 9 luglio 2010      |
| 11      | Lying Down Game / Playing Dead           | 3 agosto 2010      |
| 12      | Antoine Dodson (Bed Intruder)            | 27 agosto 2010     |
| 13      | Leeroy Jenkins                           | 2 settembre 2010   |
| 14      | Over 9000!                               | 1º ottobre 2010    |
| 15      | Brother Sharp                            | 12 ottobre 2010    |
| 16      | Creepypasta                              | 29 ottobre 2010    |
| 17      | Tenso                                    | 16 novembre 2010   |
| 18      | GI Joe PSAs                              | 23 novembre 2010   |

### Stagione 2011
All'inizio del 2011, il cast delle puntate è cambiato da Jamie, Yatta, Elsephjane, Patrick, Mike al corrente Forest e Kristina.
| Puntata | Soggetto                             | Data messa in onda |
| ------- | ------------------------------------ | ------------------ |
| 1       | Rage Comics                          | 14 giugno 2011     |
| 2       | Philosoraptor                        | 6 luglio 2011      |
| 3       | My Little Pony: Friendship is Magic  | 10 agosto 2011     |
| 4       | Breaking Meme: Chuck Testa           | 29 settembre 2011  |
| 5       | Hipster Memes                        | 11 ottobre 2011    |
| 6       | Occupy Wall Street                   | 18 ottobre 2011    |
| 7       | Minecraft                            | 2 novembre 2011    |
| 8       | 60's spider man                      | 15 novembre 2011   |
| 9       | Pedobear                             | 22 novembre 2011   |
| 10      | Casually Pepper Spray Everything Cop | 18 ottobre 2011    |
| 11      | Skyrim Catchphrases                  | 15 dicembre 2011   |
| 12      | First World Problems                 | 22 dicembre 2011   |

### Stagione 2012
| Puntata | Soggetto                           | Data messa in onda |
| ------- | ---------------------------------- | ------------------ |
| 1       | Supercuts                          | 12 gennaio 2012    |
| 2       | Protest PIPA/SOPA                  | 18 gennaio 2012    |
| 3       | Friend-Zoned                       | 26 gennaio 2012    |
| 4       | Shit People Say                    | 3 febbraio 2012    |
| 5       | Guile's Theme Goes With Everything | 10 febbraio 2012   |
| 6       | The Cinnamon Challenge             | 17 febbraio 2012   |
| 7       | What People Think I Do             | 12 marzo 2012      |
| 8       | Derp                               | 19 marzo 2012      |
| 9       | Slender Man                        | 27 marzo 2012      |
| 10      | Nyan Cat                           | 3 aprile 2012      |
| 11      | Ancient Aliens                     | 1º aprile 2012     |
| 12      | Socially Awkward Penguin           | 17 aprile 2012     |

### Puntate speciali
| Puntata | Soggetto                          | Data messa in onda |
| ------- | --------------------------------- | ------------------ |
| N/A     | The Game Show! Pwn, Win, or Fail! | 25 marzo 2009      |
| N/A     | KYM Meme Week: Geddan / Get Down  | 21 dicembre 2009   |
| N/A     | KYM Meme Week: Yo Dawg            | 22 dicembre 2009   |
| N/A     | KYM Meme Week: Auto Tune          | 23 dicembre 2009   |
| N/A     | KYM Meme Week: Boxxy              | 24 dicembre 2009   |
| N/A     | KYM Meme Week: Keyboard Cat       | 26 dicembre 2009   |